# 尼子騒兵衛
尼子 騒兵衛（あまこ そうべえ、1958年 - ）は、日本の漫画家。本名：片根 紀子（かたね のりこ）。女性。血液型はO型。兵庫県尼崎市出身。

## 経歴
兵庫県立尼崎小田高等学校、佛教大学文学部史学科通信教育課程卒業。住友精密工業、電通勤務を経て漫画家となる。デビュー作は、集英社『月刊別冊マーガレット』1979年9月号掲載の8ページ作品「田舎押領使一家」（いなかおうりょうしいっか）。別冊マーガレット少女まんがスクール第127回努力賞受賞。代表作の『落第忍者乱太郎』は2019年まで『朝日小学生新聞』紙上に期間限定で年2回連載していた（半年間無休で執筆して残りの半年は休業）。
ペンネームの由来は兵庫県尼崎市生まれで「騒々しい尼っ子」から。このペンネームは少女漫画誌に作品を投稿した際、締め切りが迫っていたために適当に決めたものである。また、ペンネームから男性と間違えられることもある。作中では野牛近鉄や柳生烈号（野牛レッツゴー）といった、近鉄バファローズを意識した人物が登場するが、本人は阪神タイガースファンである。描くキャラクターが子供から大人まで広く受け入れられ易いため、福知山観光協会や尼崎信用金庫のイメージキャラクターを手がけたこともある。好きな食べ物は麺類。とくにスパゲティボロネーゼ、ポルチーニ茸のクリームソース、カルパッチョ。
1979年の集英社『別冊マーガレット』9月号「別マ少女まんがスクールデビューコーナー」での自己紹介では、「まんがを描きはじめたのが中学2年。歴史が好きで、いつも時代劇を書きちらしております。まわりから『変人』『変態』といわれておりますがそれこそ私の望むところとよろこんでいる次第です。」（459頁）とコメントしている。自画像は太刀を背負い、右手に墨が垂れた筆を持つ忍者の姿。デビュー作欄外には「中2の時から、あだなは「まんが！」恋愛小説より兵法書が好きな騒兵衛めを、どうぞよろしく！」（465頁）「歴史が大好き。奈良によく遊びにいきます」（469頁）と記述。
「くノ一に年齢はない」という事で、公式には生年不明で通している。
師匠は名和弓雄。『落第忍者乱太郎』連載のきっかけは、朝日小学生新聞編集部が、ギャグ漫画の描ける女性漫画家を探していたところ、ある漫画家を通じて紹介があったことから。しかし当時の騒兵衛はしばらく漫画を描いていなかったため、『乱太郎』初期の絵はほとんど素人同然であった（後に本人自ら「素人に頼むなんていい度胸してるよ」と自嘲気味に述べている）。だが、回を増すごとに画力は洗練されてゆき、小学生を中心にじわじわと人気を得、1993年、NHK総合テレビにて『忍たま乱太郎』としてアニメ化され、小学生のみならず、若い女性読者や親子2代にわたるファンもいる。大学、会社勤め、乱太郎連載の三足のわらじを履き、会社の昼休みに倉庫で作画して退勤後に図書館で調べものをする生活を送った時期もあったが、社会に出て人と話すことでギャグを思いつくなど大切な経験だったと言い、1994年に会社を退職、漫画家に専念する。自宅兼事務所がカラクリ屋敷（各種の仕掛けが施されている）になっている。さらに忍者道具をコレクションしており、イベントや忍者関連の書籍用に貸し出すことがある。
2019年1月、明け方に脳梗塞で倒れ、利き手である右手が動かなくなる。同4月から開始予定であった『落第忍者乱太郎』のパート64の連載は延期され「傑作選」でしのいだが、このまま連載を続けるのは難しいと判断され、同年12月をもって連載終了することが同10月1日に発表された。その後退院しておりリハビリは順調で、65巻（最終巻）の表紙も定規を使って描き下ろした。
2020年4月より、文章やイラストを用いた『落第忍者乱太郎』のキャラクターが登場する『乱太郎とめぐるふしぎな世界』を月1回のペースで連載している。
理想の男性は竹崎季長で、卒業論文でも扱った。

## 略歴
- 1979年、「田舎押領使一家」（いなかおうりょうしいっか）（『別冊マーガレット』9月号誌上）でデビュー
- 1986年、「落第忍者乱太郎」連載開始（朝日小学生新聞）
- 1993年、『忍たま乱太郎（第1シリーズ）』放映開始（NHK総合テレビ）
- 1994年、『忍たま乱太郎（第2シリーズ以降）』放映開始（NHK教育テレビ）
- 1996年、『映画 忍たま乱太郎』『はむこ参る!』劇場公開（松竹）
- 2011年、『劇場版アニメ 忍たま乱太郎 忍術学園 全員出動!の段』『忍たま乱太郎（実写版）』劇場公開（ワーナー・ブラザース映画）
- 2013年、『忍たま乱太郎 夏休み宿題大作戦!の段』劇場公開（東映）
- 2020年、『乱太郎とめぐるふしぎな世界』連載開始（朝日小学生新聞）

## 作品リスト
- 田舎押領使一家「別冊マーガレット」1979年9月号集英社
- 忍たま乱太郎シリーズ
  - 落第忍者乱太郎 天、地（1989年、立風書房）
  - 落第忍者乱太郎 全65巻（朝日新聞出版）
  - 忍たま乱太郎 全2巻（秋田書店）
  - らくだいにんじゃらんたろう 1 - （1991年、ポプラ社）
  - 乱太郎の忍者の世界（1996年、朝日新聞出版）
- はむこ参る!（1996年、朝日新聞出版）
- よくわかる愛媛の野菜（2000年、愛媛県青果物消費拡大協議会）
- らくご長屋 1 - （岡本和明作、2004年、ポプラ社）
- 落第忍者乱太郎の学問のススメ（朝日新聞教育面　イラスト使用）
- 尼子騒兵衛が専門家に学ぶ！ 患者と家族のための マンガで学ぶ脳卒中 脳梗塞・脳出血・くも膜下出血（2024年、創元社）

### 広告など
- 尼崎信用金庫 イメージキャラクター「あまちゃん」「しんちゃん」[11]
- 千鳥屋宗家「大阪みたらし小餅」キャラクター
- JA全農えひめ イメージキャラクター「猪名寺乱太郎」[12]
- 福知山観光協会 イメージキャラクター「光秀くん」「ひろこさん」[13]

## 出演

### テレビ
NHK
- はじめての西国三十三所巡り（NHK教育）
- みてハッスルきいてハッスル（NHK教育）
- 堂々日本史（NHK総合）

### 映画
- 忍たま乱太郎 夏休み宿題大作戦!の段（2013年） - 本人役

### ラジオ
NHK
- 関西発・土曜サロン（1996年10月 - 1997年3月）